# ポール・デイリー
ポール・デイリー（Paul Daley、1983年2月21日 - ）は、イギリスの男性総合格闘家、キックボクサー。イングランド・ロンドン出身。スピリット・ドージョー所属。元Cage Rage世界ウェルター級王者。
空手とムエタイ仕込みの打撃を持ち、常にアグレッシブな試合を展開する。デビュー以来KO勝利を連発し、英国屈指のストライカーである。
その強力無比な打撃の威力から「セムテックス」（高性能プラスチック爆弾の一種）の異名を持つ。

## 来歴
8歳の頃に空手を始め、18歳から総合格闘技の練習を始めた。
2003年6月29日、Extreme Brawl 3にて総合格闘家デビュー。ジョン・コネリーに1RでTKO勝ちを収めた。
2004年7月10日、Cage Rage初参戦となったCage Rage 7でグザヴィエ・フパ＝ポカムと対戦し、1RTKO勝ち。
2006年7月1日、Cage Rage 17の英国ウェルター級王座決定戦でロス・メイソンと対戦し、2-0の判定勝ちを収め王座獲得に成功した。
2006年8月27日、初参戦となったパンクラスで北岡悟と対戦し、フロントチョークで一本負け。
2006年9月30日、Cage Rage 18の英国ウェルター級タイトルマッチでソル・ギルバートと対戦し、パウンドでKO勝ちを収め初防衛に成功。12月9日、Cage Rage 19のノンタイトル戦でルイス・アゼレードと対戦し、0-3の判定負け。
2007年6月22日、Strikeforce: Shamrock vs. Baroniでドゥエイン・ラドウィックと対戦し、パウンドでTKO勝ち。
2007年9月22日、Cage Rage 23の世界ウェルター級王座決定戦でマーク・ウィアーと対戦し、マウントパンチでTKO勝ちを収め王座獲得に成功した。
2008年10月4日、EliteXC世界ウェルター級タイトルマッチで王者ジェイク・シールズと対戦し、腕ひしぎ十字固めで一本負けを喫し王座獲得に失敗した。
2009年8月1日、Affliction: Trilogyでジェイ・ヒエロンと対戦予定であったが、大会開催が中止された。

### UFC - Strikeforce
2009年9月19日、UFC初参戦となったUFC 103でマルティン・カンプマンと対戦し、1ラウンドTKO勝ち。当初カンプマンと対戦予定であったマイク・スウィックの欠場により出場が決定した。
2010年1月2日、UFC 108でダスティン・ヘイズレットと対戦し、左フックでダウンを奪うとパウンドで追撃しKO勝ち。ノックアウト・オブ・ザ・ナイトを受賞した。
2010年5月8日、UFC 113でジョシュ・コスチェックと対戦し、0-3の判定負け。試合終了直後にコスチュックに殴りかかりレフェリーに制止されるという事件を起こしたため、UFCからリリースされた。
2010年9月11日、Shark Fightsでホルヘ・マスヴィダルと対戦し、3-0の判定勝ちを収めた。
2010年12月4日、Strikeforce: Henderson vs. Babaluでスコット・スミスと対戦し、カウンターの左フックで失神KO勝ちを収めた。
2011年4月9日、Strikeforce: Diaz vs. Daleyの世界ウェルター級タイトルマッチでニック・ディアスと対戦し、序盤ダウンを奪うものの逆転のTKO負けを喫し王座獲得に失敗した。
2012年3月3日、Strikeforce: Tate vs. Rouseyで三崎和雄と対戦し、1-2の判定負けを喫した。

### Bellator
2012年6月15日、Bellator初参戦となったBellator 72でルディ・ベアーズ対戦し、TKO勝ち。
2012年12月、地元イングランドのバーで喧嘩をし、傷害容疑をかけられた。これにより渡米する事ができなくなったため、2013年1月から始まるBellatorウェルター級トーナメントに出場予定であったが、欠場する事が発表された。デイリーは喧嘩をしたという報道を完全に否定している。最終的に2013年6月24日、傷害容疑が証拠不十分で不起訴になった事が発表された。
2013年5月10日、傷害容疑で渡米できないため、Bellatorから許可を受けてドバイで開催されたDubai FC 4でホドリゴ・ヒベイロと対戦し、2RKO勝ち。
2017年1月21日、Bellator 170でブレナン・ワードと対戦。スピニングエルボーでぐらつかせ跳び膝蹴りでKO勝ち。
2018年2月16日、Bellator 216のウェルター級ワールドグランプリの1回戦でマイケル・ペイジと対戦し、両者共に消極的な試合となり0-3の判定負け。
2021年4月16日、Bellator 257でウェルター級ランキング8位のサバ・ホマシと対戦。1R序盤に右フックでダウンを奪われパウンドでTKO寸前まで追い詰められるも、2Rに左ミドルキックをキャッチし左フックでダウンを奪いパウンドでTKO勝ち。
2022年5月13日、引退試合となったBellator 281でウェンデル・ジャコモと対戦し、右フックで2RKO勝ち。

## 戦績

### 総合格闘技
| 総合格闘技 戦績 | 総合格闘技 戦績 | 総合格闘技 戦績 | 総合格闘技 戦績 | 総合格闘技 戦績 | 総合格闘技 戦績 | 総合格闘技 戦績 |
| --------------- | --------------- | --------------- | --------------- | --------------- | --------------- | --------------- |
| 64 試合         | (T)KO           | 一本            | 判定            | その他          | 引き分け        | 無効試合        |
| 44 勝           | 33              | 2               | 9               | 0               | 2               | 0               |
| 18 敗           | 2               | 6               | 10              | 0               | 2               | 0               |

| 勝敗 | 対戦相手                         | 試合結果                           | 大会名                                                                      | 開催年月日     |
| ○    | ウェンデル・ジャコモ             | 2R 4:09 KO（右フック）             | Bellator 281: MVP vs. Storley                                               | 2022年5月13日  |
| ×    | ジェイソン・ジャクソン           | 5分3R終了 判定0-3                  | Bellator 260: Lima vs. Amosov                                               | 2021年6月11日  |
| ○    | サバ・ホマシ                     | 2R 1:44 TKO（左フック→パウンド）   | Bellator 257: Nemkov vs. Davis 2                                            | 2021年4月16日  |
| ○    | サード・アワッド                 | 2R 1:30 TKO（左フック→パウンド）   | Bellator 232: MacDonald vs. Lima 2                                          | 2019年10月26日 |
| ○    | エリック・シウバ                 | 5分5R終了 判定3-0                  | Bellator 223: Mousasi vs. Lovato Jr.                                        | 2019年6月22日  |
| ×    | マイケル・ペイジ                 | 5分5R終了 判定0-3                  | Bellator 216: MVP vs. Daley 【Bellatorウェルター級ワールドグランプリ1回戦】 | 2019年2月16日  |
| ×    | ジョン・フィッチ                 | 5分3R終了 判定0-3                  | Bellator 199: Bader vs. King Mo                                             | 2018年5月12日  |
| ○    | ロレンズ・ラーキン               | 2R 2:40 KO（左フック→パウンド）    | Bellator 183: Henderson vs. Pitbull                                         | 2017年9月23日  |
| ×    | ローリー・マクドナルド           | 2R 1:45 リアネイキドチョーク       | Bellator 179: Daley vs. MacDonald                                           | 2017年5月19日  |
| ○    | ブレナン・ワード                 | 1R 2:27 KO（左跳び膝蹴り）         | Bellator 170: Ortiz vs. Sonnen                                              | 2017年1月21日  |
| ×    | ドゥグラス・リマ                 | 5分3R終了 判定0-3                  | Bellator 158: London                                                        | 2016年7月16日  |
| ○    | アンディ・ユーリック             | 1R 2:00 KO（右アッパー）           | Bellator 148: Daley vs. Uhrich                                              | 2016年1月29日  |
| ○    | デニス・オルソン                 | 2R 1:12 TKO（スタンドパンチ連打）  | Bellator 140: Lima vs. Koreshkov                                            | 2015年7月17日  |
| ○    | アンドレ・サントス               | 5分3R終了 判定3-0                  | Bellator 134: The British Invasion                                          | 2015年2月27日  |
| ○    | マリーニョ・モレイラ・ダ・ホシャ | 2R 3:40 KO（ボディブロー）         | BAMMA 16: Daley vs. da Rocha                                                | 2014年9月13日  |
| ○    | ロマーリオ・マノエル・ダ・シウバ | 2R 1:42 KO（パンチ）               | BAMMA 14: Daley vs. da Silva                                                | 2013年12月14日 |
| ×    | アレクサンドル・ヤコヴレフ       | 5分3R終了 判定0-3                  | Legend: Part 2 Invasion                                                     | 2013年11月8日  |
| ○    | ルカシュ・クルウィッキ           | 1R終了時 TKO（ドクターストップ）   | Cage Warriors 57                                                            | 2013年7月20日  |
| ○    | ホドリゴ・ヒベイロ               | 2R 1:03 KO（パウンド）             | Dubai FC 4: Daley vs. Ribeiro                                               | 2013年5月10日  |
| ○    | パトリック・ヴァーリー           | 2R 4:12 KO（跳び膝蹴り）           | Cage Contender 16: Daley vs. Vallee                                         | 2013年2月23日  |
| ○    | ルディ・ベアーズ                 | 1R 2:45 TKO（スタンドパンチ連打）  | Bellator 72                                                                 | 2012年6月15日  |
| ×    | 三崎和雄                         | 5分3R終了 判定1-2                  | Strikeforce: Tate vs. Rousey                                                | 2012年3月3日   |
| ○    | ルイージ・フィオラヴァンティ     | 5分3R終了 判定3-0                  | Ringside MMA 12: Daley vs. Fioravanti                                       | 2011年10月21日 |
| ○    | ヨルダン・ラデフ                 | 5分3R終了 判定3-0                  | BAMMA 7: Wallhead vs. Trigg                                                 | 2011年9月10日  |
| ×    | タイロン・ウッドリー             | 5分3R終了 判定0-3                  | Strikeforce: Fedor vs. Henderson                                            | 2011年9月10日  |
| ×    | ニック・ディアス                 | 1R 4:57 TKO（パウンド）            | Strikeforce: Diaz vs. Daley 【Strikeforce世界ウェルター級タイトルマッチ】   | 2011年4月9日   |
| ○    | 白井祐矢                         | 1R 1:46 KO（スタンドパンチ連打）   | BAMMA 5: Daley vs. Shirai                                                   | 2011年2月26日  |
| ○    | スコット・スミス                 | 1R 2:09 KO（左フック）             | Strikeforce: Henderson vs. Babalu                                           | 2010年12月4日  |
| ○    | ホルヘ・マスヴィダル             | 5分3R終了 判定3-0                  | Shark Fights 13: Jardine vs. Prangley                                       | 2010年9月11日  |
| ○    | ダニエル・アカーシオ             | 3R 1:15 ギブアップ（肘打ち）       | Impact FC 2: The Uprising Sydney                                            | 2010年7月18日  |
| ×    | ジョシュ・コスチェック           | 5分3R終了 判定0-3                  | UFC 113: Machida vs. Shogun 2                                               | 2010年5月8日   |
| ○    | ダスティン・ヘイズレット         | 1R 2:24 KO（左フック→パウンド）    | UFC 108: Evans vs. Silva                                                    | 2010年1月2日   |
| ○    | マルティン・カンプマン           | 1R 2:31 TKO（スタンドパンチ連打）  | UFC 103: Franklin vs. Belfort                                               | 2009年9月19日  |
| ○    | ジュニオール・バラタ             | 1R 2:29 TKO（パンチ連打）          | WFC 8: D-Day                                                                | 2009年4月18日  |
| ○    | アウレリウス・カーペ             | 1R 1:35 KO（パンチ連打）           | Ultimate Gladiators                                                         | 2009年3月29日  |
| ×    | ニック・トンプソン               | 5分3R終了 判定0-3                  | MFC 20: Destined for Greatness                                              | 2009年2月20日  |
| ○    | ジョン・アレッシオ               | 2R 2:18 TKO（パウンド）            | MFC 19: Long Time Coming                                                    | 2008年12月5日  |
| ×    | ジェイク・シールズ               | 2R 3:47 腕ひしぎ十字固め           | EliteXC: Heat 【EliteXC世界ウェルター級タイトルマッチ】                     | 2008年10月4日  |
| ○    | ボーヤン・コセドナー             | 1R 4:53 KO（左フック）             | Cage Warriors: Enter the Rough House 7                                      | 2008年7月12日  |
| ○    | サム・モーガン                   | 1R 2:12 TKO（肘打ち）              | ShoXC: Elite Challenger Series                                              | 2008年1月25日  |
| ○    | マーク・ウィアー                 | 2R 2:14 TKO（マウントパンチ）      | Cage Rage 23: Umbelievable 【Cage Rage世界ウェルター級王座決定戦】          | 2007年9月22日  |
| ○    | ドゥエイン・ラドウィック         | 2R 0:42 TKO（パウンド）            | Strikeforce: Shamrock vs. Baroni                                            | 2007年6月22日  |
| ○    | ポール・ジェンキンス             | 2R 0:41 ギブアップ（ボディブロー） | Cage Rage 21: Judgement Day 【Cage Rage英国ウェルター級タイトルマッチ】     | 2007年4月21日  |
| ○    | ダニエル・ベイケル               | 1R 2:53 KO（膝蹴り）               | FX3: Fight Night 4 【FX3ウェルター級王座決定戦】                            | 2007年3月10日  |
| ×    | ルイス・アゼレード               | 5分3R終了 判定0-3                  | Cage Rage 19: Fearless                                                      | 2006年12月9日  |
| ○    | ソル・ギルバート                 | 2R 2:59 KO（パウンド）             | Cage Rage 18: Battleground 【Cage Rage英国ウェルター級タイトルマッチ】      | 2006年9月30日  |
| ×    | 北岡悟                           | 1R 2:54 フロントチョーク           | PANCRASE 2006 BLOW TOUR                                                     | 2006年8月27日  |
| ○    | ロス・メイソン                   | 5分3R終了 判定2-0                  | Cage Rage 17: Ultimate Challenge 【Cage Rage英国ウェルター級王座決定戦】    | 2006年7月1日   |
| ○    | デイブ・ストラッサー             | 5分3R終了 判定3-0                  | Cage Rage 16: Critical Condition                                            | 2006年4月22日  |
| ○    | ブレイク・フレドリクソン         | 2R終了 判定3-0                     | UFCF: Brawl at the Mall 2                                                   | 2006年3月18日  |
| ×    | ジーン・シウバ                   | 2R 4:40 TKO（指の脱臼）            | Cage Rage 15: Adrenalin Rush                                                | 2006年2月4日   |
| ○    | ジョーイ・ヴァン・ワンルーイ     | 5分3R終了 判定3-0                  | Cage Rage 14: Punishment                                                    | 2005年12月3日  |
| ○    | ピーター・アンジェラー           | 1R 3:28 TKO（パンチ連打）          | FX3: Battle of Britain                                                      | 2005年10月15日 |
| ×    | パット・ヒーリー                 | 2R 3:15 フロントチョーク           | SportFight 11: Rumble at the Rose Garden                                    | 2005年7月9日   |
| ○    | サミ・ベリック                   | 1R 3:03 TKO（パンチ連打）          | FX3: Xplosion                                                               | 2005年6月18日  |
| △    | ポール・ジェンキンス             | 5分3R終了 ドロー                   | Cage Rage 11: Face Off                                                      | 2005年4月30日  |
| △    | アブドゥル・モハメッド           | 5分5R終了 ドロー                   | Cage Warriors 9: Xtreme Xmas 【CWFCウェルター級タイトルマッチ】             | 2004年12月18日 |
| ○    | ジェス・リアウディン             | 1R終了時 TKO（ドクターストップ）   | Cage Rage 9: No Mercy                                                       | 2004年11月27日 |
| ○    | ポール・ジェンキンス             | 2R 2:56 TKO（パンチ連打）          | Cage Warriors 8: Brutal Force                                               | 2004年9月18日  |
| ○    | グザヴィエ・フパ＝ポカム         | 1R KO（パンチ）                    | Cage Rage 7: Battle of Britain                                              | 2004年7月10日  |
| ○    | リー・ドスキ                     | 1R 0:41 TKO（肘打ち）              | UK MMA Championship 6: Extreme Warriors                                     | 2004年2月29日  |
| ×    | ジェームス・ニコル               | 2R 3:41 チョークスリーパー         | UK MMA Championship 5: Mean Intentions                                      | 2003年11月2日  |
| ×    | フローランタン・アモラン         | 1R チョークスリーパー              | Cage Warriors 4: UK vs. France                                              | 2003年7月27日  |
| ○    | ジョン・コネリー                 | 1R 0:56 TKO（パンチ連打）          | Extreme Brawl 3                                                             | 2003年6月29日  |

### キックボクシング
| 勝敗 | 対戦相手                 | 試合結果       | 大会名                                                 | 開催年月日     |
| ○    | フェルナンド・ゴンザレス | 3R終了 判定3-0 | Bellator 142: Dynamite 1                               | 2015年9月19日  |
| ○    | モハマド・ガハディバディ | 3R終了 判定3-0 | K-1 WORLD MAX 2014 World Championship Tournament Final | 2014年10月11日 |

## 獲得タイトル
- 第4代Cage Rage英国ウェルター級王座（2006年）
- FX3ウェルター級王座（2007年）
- 第2代Cage Rage世界ウェルター級王座（2007年）
- KOTRムエタイ世界ウェルター級王座（2008年）
- Contender Promotions世界ウェルター級王座（2014年）

## 表彰
- UFC ノックアウト・オブ・ザ・ナイト（1回）
- UFC ニューカマー・オブ・ザ・イヤー（2009年）
- Strikeforce ノックアウト・オブ・ザ・イヤー（2010年）
- SHERDOG ノックアウト・オブ・ザ・イヤー（2010年）
- SHERDOG ラウンド・オブ・ザ・イヤー（2011年）